# 特莫 (加利福尼亞州)
特莫（英語：Termo）是位於美國加利福尼亞州拉森縣的一個非建制地區。該地的面積和人口皆未知。

## 地理
特莫的座標為40°51′57″N 120°27′37″W / 40.86583°N 120.46028°W，而該地的平均海拔高度為1617米（即5305英尺）。